# 建安公主 (北周)
建安公主（?—?），为南北朝北周文帝宇文泰的姐姐。
建安公主嫁给了賀蘭初真，賀蘭初真是武川人，为乡闾所重。北周建立后，追封皇姑为建安长公主。保定二年，追赠賀蘭初真太傅、柱国、常山郡公。賀蘭初真和建安长公主有子賀蘭祥。  

## 传記資料
- 《周书》卷二十 列传第十二